# 过山黄
过山黄，亦称烂草黄或老巴子，是一种出没于中国神农架与鄂西北一带的神秘生物，在一些地区的方言中，“烂草黄”亦指华南虎。过山黄被描述为一种长3-5米，重约100-500千克，毛皮呈白色或浅黄色，犬齿突出的老虎。有未经证实的传闻称，曾有被猎人杀死的过山黄，但未有标本被保留。师范大学生物系教授刘民壮在著作《中国神农架》中提出过山黄可能是东北虎的亚种，英国动物学与神秘动物学家卡尔·舒克博士认为过山黄可能是与剑齿虎类似的动物。